# Tunel Lærdal
Tunel Lærdal (nor. Lærdalstunnelen) je 24,51 kilometara dug cestovni tunel u Norveškoj. Povezuje općine Lærdal i Aurland u pokrajini Sogn og Fjordane.

## Gradnja
U lipnju 1992. godine Norveški parlament odlučio je da se tunel izgradi, a radovi su počeli 1995. Gradnja je dovršena 2010. godine. Ukupno je iskopano 2.500.000 kubičnih metara kamena, a tunel Lærdal postao je najduži cestovni tunel na svijetu. Projekt je koštao oko 1.082.000.000 norveških kruna.

## Osnovne karakteristike
Tunel je dio autoceste E-16 koja povezuje gradove Oslo i Bergen. Zanimljiv je podatak kako nisu izgrađeni sigurnosni izlazi, ali zato postoji niz drugih zaštitnih i signalizacijskih mjera, kao npr. SOS telefoni postavljeni na svakih 250 metara. Čistoća i kvaliteta zraka osigurava se na dva načina – ventilacijom i pročišćavanjem. Tunelom dnevno prođe oko 1.000 vozila, a pristojbe za prolaz se ne naplaćuju.